# Шкільна вулиця (Київ, Дарницький район)
Інжене́рна ву́лиця — вулиця в Дарницькому районі міста Києва, селище Бортничі. Простягається від вулиці Євгенія Харченка до безіменного проїзду, що сполучає вулиці Першого Травня та Автотранспортну.

## Історія
Виникла в другій половині XX століття.